# Ida Lupino
 Ida Lupino  (n. 4 februarie 1918, Londra, Regatul Unit al Marii Britanii și Irlandei – d. 3 august 1995, Los Angeles, California, SUA) a fost o actriță englezo-americană, cântăreață, regizoare și producătoare de film. Este considerată ca una dintre cele mai proeminente și una dintre singurele realizatoare care au lucrat în anii 1950 în sistemul studiourilor de la Hollywood. Cu compania sa independentă de producție, a scris și coprodus mai multe filme cu mesaje sociale și a devenit prima femeie care a regizat un film noir, The Hitch-Hiker în 1953.
De-a lungul celor 48 de ani de carieră, a jucat ca actriță în 59 de filme și a regizat alte opt, lucrând în principal în Statele Unite, unde a devenit cetățean în 1948. De asemenea, a regizat peste 100 de episoade de producții de televiziune într-o varietate de genuri, inclusiv western, povești supranaturale, comedii de situație, mistere cu omoruri și povestiri cu gangsteri. A fost singura femeie care a regizat episoadele din serialul original The Twilight Zone, precum și singurul regizor care a jucat în această emisiune. 

## Filmografie completă
| Titlu                             | An   | Ca actriță | Rol                                 | Ca regizoare | Note                                                            |
| --------------------------------- | ---- | ---------- | ----------------------------------- | ------------ | --------------------------------------------------------------- |
| The Love Race                     | 1931 | Yes        | Minor supporting role; nemenționată |              |                                                                 |
| Her First Affaire                 | 1932 | Yes        | Anne                                |              |                                                                 |
| The Ghost Camera                  | 1933 | Yes        | Mary Elton                          |              |                                                                 |
| Money for Speed                   | 1933 | Yes        | Jane                                |              |                                                                 |
| I Lived with You                  | 1933 | Yes        | Ada Wallis                          |              |                                                                 |
| Prince of Arcadia                 | 1933 | Yes        | The Princess                        |              |                                                                 |
| High Finance                      | 1933 | Yes        | Jill                                |              |                                                                 |
| Search for Beauty                 | 1934 | Yes        | Barbara Hilton                      |              |                                                                 |
| Come On, Marines!                 | 1934 | Yes        | Esther Smith-Hamilton               |              |                                                                 |
| Ready for Love                    | 1934 | Yes        | Marigold Tate                       |              |                                                                 |
| Paris in Spring                   | 1935 | Yes        | Mignon de Charelle                  |              |                                                                 |
| Smart Girl                        | 1935 | Yes        | Pat Reynolds                        |              |                                                                 |
| Peter Ibbetson                    | 1935 | Yes        | Agnes                               |              |                                                                 |
| La Fiesta de Santa Barbara        | 1935 | Yes        | Rolul ei                            |              | Scurtmetraj în Tehnicolor, cu câteva vedete în rolul lor        |
| Anything Goes                     | 1936 | Yes        | Hope Harcourt                       |              |                                                                 |
| One Rainy Afternoon               | 1936 | Yes        | Monique Pelerin                     |              |                                                                 |
| Yours for the Asking              | 1936 | Yes        | Gert Malloy                         |              |                                                                 |
| The Gay Desperado                 | 1936 | Yes        | Jane                                |              |                                                                 |
| Sea Devils                        | 1937 | Yes        | Doris Malone                        |              |                                                                 |
| Let's Get Married                 | 1937 | Yes        | Paula Quinn                         |              |                                                                 |
| Artists and Models                | 1937 | Yes        | Paula Sewell/Paula Monterey         |              |                                                                 |
| Fight for Your Lady               | 1937 | Yes        | Marietta                            |              |                                                                 |
| The Lone Wolf Spy Hunt            | 1939 | Yes        | Val Carson                          |              |                                                                 |
| The Lady and the Mob              | 1939 | Yes        | Lila Thorne                         |              |                                                                 |
| The Adventures of Sherlock Holmes | 1939 | Yes        | Ann Brandon                         |              |                                                                 |
| The Light That Failed             | 1939 | Yes        | Bessie Broke                        |              |                                                                 |
| Screen Snapshots Series 18, No. 6 | 1939 | Yes        | Rolul ei                            |              | Scurtmetraj promoțional                                         |
| They Drive by Night               | 1940 | Yes        | Lana Carlsen                        |              |                                                                 |
| High Sierra                       | 1941 | Yes        | Marie                               |              |                                                                 |
| The Sea Wolf                      | 1941 | Yes        | Ruth Webster                        |              |                                                                 |
| Out of the Fog                    | 1941 | Yes        | Stella Goodwin                      |              |                                                                 |
| Ladies in Retirement              | 1941 | Yes        | Ellen Creed                         |              |                                                                 |
| Moontide                          | 1942 | Yes        | Anna                                |              |                                                                 |
| Life Begins at Eight-Thirty       | 1942 | Yes        | Kathy Thomas                        |              |                                                                 |
| The Hard Way                      | 1943 | Yes        | Mrs. Helen Chernen                  |              |                                                                 |
| Forever and a Day                 | 1943 | Yes        | Jenny                               |              |                                                                 |
| Thank Your Lucky Stars            | 1943 | Yes        | Rolul ei                            |              |                                                                 |
| In Our Time                       | 1944 | Yes        | Jennifer Whittredge                 |              |                                                                 |
| Hollywood Canteen                 | 1944 | Yes        | Rolul ei                            |              |                                                                 |
| Pillow to Post                    | 1945 | Yes        | Jean Howard                         |              |                                                                 |
| Devotion                          | 1946 | Yes        | Emily Brontë                        |              |                                                                 |
| The Man I Love                    | 1947 | Yes        | Petey Brown                         |              |                                                                 |
| Deep Valley                       | 1947 | Yes        | Libby Saul                          |              |                                                                 |
| Escape Me Never                   | 1947 | Yes        | Gemma Smith                         |              |                                                                 |
| Road House                        | 1948 | Yes        | Lily Stevens                        |              |                                                                 |
| Lust for Gold                     | 1949 | Yes        | Julia Thomas                        |              |                                                                 |
| Not Wanted                        | 1949 |            |                                     | Yes          | nemenționată                                                    |
| Never Fear                        | 1949 |            |                                     | Yes          |                                                                 |
| Woman in Hiding                   | 1950 | Yes        | Deborah Chandler Clark              |              |                                                                 |
| Outrage                           | 1950 | Yes        | Country Dance Attendee              | Yes          | nemenționată                                                    |
| Hard, Fast and Beautiful          | 1951 | Yes        | Seabright Tennis Match Supervisor   | Yes          | nemenționată                                                    |
| On the Loose                      | 1951 | Yes        | Narrator                            |              | nemenționată                                                    |
| On Dangerous Ground               | 1952 | Yes        | Mary Malden                         |              |                                                                 |
| Beware, My Lovely                 | 1952 | Yes        | Mrs. Helen Gordon                   |              |                                                                 |
| The Hitch-Hiker                   | 1953 |            |                                     | Yes          |                                                                 |
| Jennifer                          | 1953 | Yes        | Agnes Langley                       |              |                                                                 |
| The Bigamist                      | 1953 | Yes        | Phyllis Martin                      | Yes          |                                                                 |
| Private Hell 36                   | 1954 | Yes        | Lilli Marlowe                       |              |                                                                 |
| Women's Prison                    | 1955 | Yes        | Amelia van Zandt                    |              |                                                                 |
| The Big Knife                     | 1955 | Yes        | Marion Castle                       |              |                                                                 |
| While the City Sleeps             | 1956 | Yes        | Mildred Donner                      |              |                                                                 |
| Strange Intruder                  | 1956 | Yes        | Alice Carmichael                    |              |                                                                 |
| Teenage Idol                      | 1958 | Yes        |                                     |              | film TV                                                         |
| The Trouble with Angels           | 1966 |            |                                     | Yes          |                                                                 |
| Women in Chains                   | 1972 | Yes        | Claire Tyson                        |              | film TV                                                         |
| Junior Bonner                     | 1972 | Yes        | Elvira Bonner                       |              |                                                                 |
| The Strangers in 7A               | 1972 | Yes        | Iris Sawyer                         |              | film TV                                                         |
| Deadhead Miles                    | 1973 | Yes        | Rolul ei                            |              |                                                                 |
| Female Artillery                  | 1973 | Yes        | Martha Lindstrom                    |              | film TV                                                         |
| I Love a Mystery                  | 1973 | Yes        | Randolph Cheyne                     |              | film TV                                                         |
| The Letters                       | 1973 | Yes        | Mrs. Forrester                      |              | film TV                                                         |
| The Devil's Rain                  | 1975 | Yes        | Mrs. Preston                        |              | Premiul Saturn pentru cea mai bună actriță într-un rol secundar |
| The Food of the Gods              | 1976 | Yes        | Mrs. Skinner                        |              |                                                                 |
| My Boys Are Good Boys             | 1978 | Yes        | Mrs. Morton                         |              |                                                                 |

## Televiziune (selecție)
| Titlu                  | An   | Ca actriță | Rol                     | Ca regizoare | Episodul                        |
| ---------------------- | ---- | ---------- | ----------------------- | ------------ | ------------------------------- |
| The Twilight Zone      | 1959 | Yes        | Barbara Jean Trenton    |              | "The Sixteen-Millimeter Shrine" |
| Bonanza                | 1959 | Yes        | Annie O'Toole           |              | "The Saga of Annie O'Toole"     |
| Lucy-Desi Comedy Hour  | 1959 | Yes        | Rolul ei                |              | "Lucy's Summer Vacation"        |
| Thriller               | 1961 |            |                         | Yes          | "The Last of the Sommervilles"  |
| Kraft Suspense Theatre | 1963 | Yes        | Harriet Whitney         |              | "One Step Down"                 |
| The Virginian          | 1963 | Yes        | Helen Blaine            |              | "A Distant Fury"                |
| The Twilight Zone      | 1964 |            |                         | Yes          | "The Masks"                     |
| Bewitched              | 1965 |            |                         | Yes          | "A is for Aardvark"             |
| Honey West             | 1965 |            |                         | Yes          | "How Brillig, O, Beamish Boy"   |
| It Takes A Thief       | 1968 | Yes        | Doctor Schneider        |              | "Turnabout"                     |
| Family Affair          | 1969 | Yes        | Lady "Maudie" Marchwood |              | "Maudie"                        |
| Family Affair          | 1970 | Yes        | Lady "Maudie" Marchwood |              | "Return of Maudie"              |
| Columbo                | 1972 | Yes        | Roger Stanford's Aunt   |              | "Short Fuse"                    |
| Columbo                | 1974 | Yes        | Mrs. Edna Brown         |              | "Swan Song"                     |
| Police Woman           | 1975 | Yes        | Hilda Morris            |              | "The Chasers"                   |
| Charlie's Angels       | 1977 | Yes        | Gloria Gibson           |              | "I Will Be Remembered"          |